# Pere Escrivà Sabata
Pere Escrivà Sabata (València, 1572 - 1630) va ser un noble valencià.
Era el fill major d'Onofre Escrivà, baró d'Argeleta i mestre de la seca de València, provinent d'una nissaga força propera a la monarquia hispànica. D'infant va ser patge reial a la cort de Felip II de Castella a Madrid. Amb la mort de son pare el 1603, Pere Escrivà va heretar la baronia de l'Alt Millars i el càrrec a la seca. L'any següent, va casar-se amb Àngela Bertran, filla de Jaume Bertran, aleshores racional de la ciutat de València, un destacat càrrec dins del municipi.
Aquests esdeveniments van suposar un ascens social per a Pere Escrivà, qui va fer negocis amb son sogre. A més a més, va ser nomenat administrador dels drets fiscals de la Generalitat. Finalment, el 1611, i per influència de Jaume Bertran, hi va sumar el càrrec de receptor dels ingressos de la batlia reial, gestionadora dels béns de la monarquia al Regne de València.
En aquesta època, Pere Escrivà va ser un dels quatre supervisors de l'expulsió dels moriscos al Regne de València. Precisament, la baronia que ostentava, Argeleta, va perdre pràcticament tota la seua població en el procés. El mateix Escrivà donà carta pobla dos anys després, el 23 de febrer de 1611, a 24 famílies cristianes.
El 1612 morí Àngela Bertran, amb qui havia tingut quatre fills, Lluïsa, Lluís, Onofre i Jaume. Pocs mesos més tard es casà de nou amb Francesca Terça, provinent d'una família de Tortosa. Amb aquest nou matrimoni va tindre sis descendents: Pere i Guillem, bessons, Anna, Isabel, Josep, Melcior i Vicent.
El 1626, els rumors sobre els desfalcs que estava duent a terme gràcies als seus càrrecs van comportar que l'Audiència Reial obrira una investigació contra ell i el seu paper al capdavant de la batlia reial. La conclusió, llegida pel magistrat Cristófor Cardona, era que Pere Escrivà es quedava la meitat dels diners de les àpoques, els rebuts que havia de fer efectius com a receptor dels albarans de la batlia reial. Tot sembla indicar que el frau era conegut a la ciutat de València, i hom comptava les àpoques reials per la meitat dels seu valor nominal. El magistrat de l'Audiència trobava així la causa de l'auge econòmic d'Escrivà: "siendo como era un cavallero muy pobre, está oy de los más ricos de la ciudad."
Pel seu desfalcament, Pere Escrivà va ser suspés durant un any com a receptor, al juny de 1628, però només havien passat quatre mesos quan va ser indultat per la intercessió del virrei de València. Va morir poc temps després, el gener de 1630. El seu fill Lluís va ser-ne l'hereu, tant de la baronia d'Argeleta (càrrec que ja ostentava en vida de son pare), com de mestre de la seca i receptor de la batlia reial.